# Corbara (Olaszország)
Corbara község (comune) Olaszország Campania régiójában, Salerno megyében.

## Fekvése
A Nocera-Sarno-síkság peremén fekszik, az Amalfi-part szomszédságában. Határai: Angri, Lettere, Sant’Egidio del Monte Albino és Tramonti.

## Története
A település ősét az i. e. 2. században alapították nucerai lakosok, miután városukat Hannibal seregei elpusztították a második pun háborúban. Első írásos említése 1010-ből származik Corvara néven. Egy 1045-ből származó dokumentumban már Corbara néven említik. A középkor során Nocerához tartozott. 1806-ban nyerte el önállóságát, amikor átszervezték a Nápolyi Királyság közigazgatását és felszámolták a feudalizmust.

## Népessége
A népesség számának alakulása:

## Főbb látnivalói
- San Bartolomeo-templom - a 16. század végén épült